# RVC Celeritas
RVC Celeritas is een amateurvoetbalvereniging gevestigd in de stad en gemeente Rijswijk, Zuid-Holland, Nederland.

## Algemeen
De vereniging werd op 9 mei 1907 opgericht als HSV Celeritas (Haagse Sport Vereniging Celeritas) in Den Haag. De letters HSV kwamen ook overeen met de sporten die bij Celeritas konden worden beoefend: Honkbal, Softbal en Voetbal. De feesten die gezamenlijk aan de Leyweg voor de leden werden gehouden werden daarom ook wel HOSOVO- feesten genoemd. Het iconische clubgebouw met zijn "eeuwige nieuwbouw" kleedkamers waren "beroemd" bij de tegenstander.
Met ingang van het seizoen 2018/19 verhuisde de club naar het “Sportpark Prinses Irene” in Rijswijk, waarmee ook tot naamswijziging werd overgegaan. De clubkleuren zijn geel en rood, het tenue bestaat uit een verticaal gestreept shirt en kousen met zwarte broek. De club werd door de tegenstanders ook wel "Etter en Bloed" genoemd, door de opvallende clubkleuren.
Van 1939-1999 telde de club ook een honkbalafdeling. Dit was de eerste honkbalvereniging in Zuid-Holland. In 1961 ging de softbalafdeling voor vrouwen van start. Het eerste team speelde in 1970, 1971 en 1974 in de Hoofdklasse, het hoogste niveau. Tussen 1978-2009 werd er door mannen softbal gespeeld.

## Geschiedenis
Tussen 1909 en 1912 was er in Rotterdam ook een club die (RVV) Celeritas heette. Toen deze club zich met de naam Celeritas wilde inschrijven bij de KNVB was dat niet mogelijk, omdat er in Den Haag al een voetbalclub bestond en ingeschreven was met dezelfde naam. Het bestuur besloot deze club dan maar te noemen naar de scheepswerf waar de meeste spelers ook werkzaam waren; Wilton Feyenoord. De voetbalclub Feyenoord werd "geboren" en van die club is de geschiedenis meer dan bekend.
De naamgeving van de club komt van het Latijnse celeritas dat snelheid betekent. Celeritas was in 1907 het resultaat van het samengaan van de clubs HDS, Hercules en Victoria. Celeritas startte op een veld aan de Bosjes van Pex bij de huidige Daal en Bergselaan. Verhuizing naar de buurt van de huidige Thomsonlaan volgde enige tijd later maar ook dat duurde niet lang. In 1914 werd in de Westduinen gespeeld. Net als zoveel andere clubs verhuisde men in 1923 naar het pas voltooide Zuiderpark waar ook ADO, VCS, de Ooievaars en RVC speelden. Celeritas bleef 23 jaar in het Zuiderpark en verhuisde in 1949 naar een toenmalige uithoek van de stad op de kruising van de Leyweg en de Wateringse Noordweg. In 2009 voetbalde Celeritas daar nog en had er drie velden. Doordat de club in de Vinex-wijk Wateringse Veld lag was er een goede basis voor een gezonde sportvereniging.
Oorspronkelijk werd er alleen met seniorenelftallen gespeeld. Het eerste elftal haalde al in 1911 de hoogste klasse van de HVB (Haagsche Voetbal Bond) waar tegen de toen bekende clubs ADO, VCS en HBS werd gespeeld. Eind jaren 1910 wordt het eerste elftal kampioen van de HVB en promoveert naar de 3e klasse NVB (de voorloper van de KNVB). Pas vanaf 1926 kreeg Celeritas jeugdelftallen. Tijdens de Tweede Wereldoorlog startten er enkele pupillenelftallen.
Ook Dick Advocaat speelde in 1956/57 enkele maanden bij Celeritas. Hier kon men eerder lid van een voetbalclub worden dan elders, namelijk al met 9 jaar. Tot 1955 speelde Celeritas in sportief opzicht een marginale rol. Meestal was deze in de 4e klasse KNVB, district West-II. In de jaren 1950 groeide Celeritas enorm omdat de Haagse naoorlogse uitbreidingswijken Morgenstond, Moerwijk en Bouwlust enorme hoeveelheid jeugdspelers opleverde. In 1966 telde Celeritas 20 jeugdelftallen enige jaren later zelfs 27 eftallen tussen 10 en 18 jaar. Celeritas had na de ADO de grootste jeugdafdeling van Den Haag. Sportief ging het ook in die jaren uitstekend. Promotie naar de Tweede klasse volgde in 1959. Daarna ging het – met enkel korte oplevingen – langzaam bergafwaarts naar de onderste regionen van het amateurvoetbal namelijk naar de 4e klasse KNVB.
In het seizoen 1975/76 in de Derde Klasse A van de KNVB gaat het ineens veel beter en staat men halverwege de competitie ruim op kop; de tweede helft van de competitie verloopt moeizaam, maar ook de concurrenten (HVV en van Nispen) laten steken vallen en een 4-0 overwinning op Woerden betekent het kampioenschap van de Derde Klasse A van de KNVB en promotie naar de Tweede klasse van de KNVB.
Het 1e elftal, dat in het daarop volgende seizoen 1976/77 in de Tweede klasse van de KNVB als vierde eindigde achter VIOS, DHC en VELO, behaalde het beste resultaat in het gehele bestaan van de vereniging. In het seizoen daarop 1977/78 behaalde Celeritas de twaalfde plaats in de Tweede Klasse van de KNVB en degradeerde Celeritas weer naar de Derde klasse KNVB. In de daarop volgende seizoenen speelde Celeritas afwisselend in de 3e- en 4e klasse.
Ondanks enkele eerdere pogingen tot fusie met clubs als Triomph en BTC –de gemeente Den Haag moedigt fusies aan om clubs economisch en financieel sterk te houden– ging Celeritas in het seizoen 2014/15 een samenwerking aan met SVH. Deze samenwerking duurde twee seizoenen.

## Standaardelftallen

### Zaterdag
Het standaardelftal speelt in het seizoen 2020/21 in de Vierde klasse zaterdag van het KNVB-district West-II.
Het standaardelftal van de zaterdagafdeling trok zich tijdens het seizoen 2012/13 terug uit de Vierde klasse.

#### Competitieresultaten 2007–heden
| 11 5C |

|  |

|  |

| 13 4C |

|  |

|  |

| xx 4? |

|  |

|  |

|  |

|  |

| 11 4B |

| 8 4D |

| 7* 4D |

| 7* 4D |

| 2 4E |

| 6 4D |

| 10 4D |

- = Dit seizoen werd stopgezet vanwege de uitbraak van het coronavirus. Er werd voor dit seizoen geen officiële eindstand vastgesteld.

| Vierde klasse | Vijfde klasse |

### Zondag
Het standaardelftal van de zondagafdeling speelde na promotie in het seizoen 2012/13 in de Derde klasse. Het verblijf in deze klasse duurde een seizoen, het eindigde in het seizoen 2013/14 op de laatste plaats in 3C van het district West-II.
Voor het seizoen 2015/16 speelde de club, evenals in het voorgaande seizoen, in een samengesteld team (ST), vooruit lopend op de beoogde fusie, met SVH als SVH/Celeritas in de Vierde klasse zondag. In het seizoen 2016/17 spelen de teams van beide clubs weer zelfstandig.

#### Erelijst
kampioen VDrde klasse: 1960, 1976
kampioen Vierde klasse: 1932, 1946, 1948, 1949, 1952, 1955, 1981
kampioen HVB 1e klasse: 1918
kampioen HVB 2e klasse: 1910

#### Competitieresultaten 1919–2016
N.B. 2014/15-2015/16 samen als 1 team met VV SVH
| 4 3B |

| 5 3D |

| 2 3D |

| 2 3E |

| 8 3G |

| 4 3A |

| 4 3C |

| 8 3A |

| 5 4C |

| 4 4A |

| 10 4B |

| 4 4B |

| 3 4A |

| 1 4B |

| 6 3A |

| 8 3B |

| 5 3A |

| 9 3A |

| 8 3B |

| 11 3A |

| 2 4E |

| 3 K |

| 2 4E |

| 2 4C |

| 3 4B |

| 3 4B |

|  |

| 1 4C |

| 2 4H |

| 1 4I |

| 1 4E |

| 2 4D |

| 3 4E |

| 1 4B |

| 4 4C |

| 2 4B |

| 1 4D |

| 2 3A |

| 8 3A |

| 2 3B |

| 9 3A |

| 1 3B |

| 10 2A |

| 7 2A |

| 6 2B |

| 10 2A |

| 12 2A |

| 9 3B |

| 6 3B |

| 7 3B |

| 6 3A |

| 5 3B |

| 4 3B |

| 10 3B |

| 2 3A |

| 3 3B |

| 3 3B |

| 1 3A |

| 4 2A |

| 12 2A |

| 12 3B |

| 5 4C |

| 1 4B |

| 7 3A |

| 9 3A |

| 8 3A |

| 6 3A |

| 9 3A |

| 12 3A |

| 6 4B |

| 3 4B |

| 4 4B |

| 11 4B |

|  |

| 4 4C |

| 10 4C |

| 12 4C |

|  |

| 10 5B |

|  |

|  |

| 3 5B |

| 3 5B |

| 9 4C |

| 11 4D |

| 10 4E |

| 5 4D |

| 6 4E |

| 6 4C |

| 8 4C |

| 12 4C |

| 12 4E |

| 10 4B |

| 10 4C |

| 4 4C |

| 14 3C |

| 5 4B * |

| 11 4A * |

| Tweede klasse | Derde klasse | Vierde klasse | Vijfde klasse | Noodcompetitie |

In elke staaf van de grafiek staat van boven naar beneden vermeld: 
- Eindnotering

Dit is de positie die de club heeft bereikt in de competitie, zonder eventuele beslissings-, play-off- of nacompetitiewedstrijden die nodig zijn geweest om bijvoorbeeld de kampioen van de competitie te bepalen.
Indien een * achter het getal staat is de notering een tussenstand en kan het zijn dat de notering niet overeenkomt met de uiteindelijke eindstand van de competitie.
Staat er een - dan is het seizoen nog bezig en is er geen definitieve uitslag bekend.
Staat er xx op de positie van de notering, dan heeft de club vroegtijdig de competitie verlaten. Dit kan onder andere komen door terugtrekking van het team, faillissement van de club of door een uitgedeelde straf van de KNVB. In veel gevallen staat elders in het artikel de reden vermeld.
Staat er een ? dan is het resultaat uit het verleden onbekend, en is alleen de competitie of het niveau bekend van dat seizoen.
In de seizoenen 2019/20 en 2020/21 werd wegens de coronacrisis het amateurvoetbal afgebroken. Daardoor kennen deze staven geen eindklassering (middels -- weergegeven).
- Competitieniveau en afdelingsletter of Officiële eindstand Eredivisie
  - Competitieniveau en afdelingsletter

Hierbij geeft het getal het niveau weer, dat ook terug te vinden is in de legenda. De letter is de afdelingsaanduiding en wordt gebruikt wanneer er meer afdelingen zijn op hetzelfde niveau. De afdelingsletter is altijd een hoofdletter en wordt meestal zonder nummer gebruikt.
Voorbeeld: 2F is niveau 2e klasse competitie F.
Het competitieniveau en nummer wordt niet vermeld wanneer er slechts één competitie van dit niveau was.
  - Officiële eindstand Eredivisie (getal staat tussen haakjes vermeld)

Sinds de introductie van play-offwedstrijden voor Europees voetbal na afloop van de reguliere competitie in 2005/06, is de KNVB verplicht een eindstand van de Eredivisie door te geven aan de UEFA aan de hand van deze play-offwedstrijden.
Bij deze eindstand staan clubs die zich hebben gekwalificeerd voor Europees voetbal hoger dan clubs die zich niet wisten te kwalificeren. Indien er geen verschil was tussen de eindnotering en de officiële eindstand, staat dit getal niet vermeld.

- Onderafdeling

Hier staat afgekort de naam van de onderafdeling indien de club in dat jaar in een onderafdeling uitkwam. Tevens staat deze afkorting in de legenda en wordt gelinkt naar het artikel over deze onderafdeling. Deze afkorting wordt alleen vermeld wanneer de club in het verleden in verschillende onderafdelingen heeft gespeeld. Deze vermelding is in de staaf altijd in kleine letters. Deze onderafdelingen zijn na het seizoen 1995/96 afgeschaft. Heeft de club in slechts één onderafdeling gespeeld, dan is dit alleen terug te vinden in de legenda.
Onder de staaf staat het jaartal vermeld waarin het seizoen is afgesloten. 15 verwijst naar het seizoen 2014/15 of eventueel het seizoen 1914/15.
Wanneer een staaf leeg is, zijn deze gegevens niet bekend. Het kan ook zijn dat de club dat seizoen niet heeft meegespeeld op het hogere amateurniveau, vroegtijdig de competitie heeft verlaten of uit de competitie is gezet.

In het seizoen 1944/45 was er wegens de Tweede Wereldoorlog geen regulier competitievoetbal.

## Damesvoetbal
Van 1972 tot 1995 telde de vereniging een vrouwenvoetbalafdeling, met op het hoogte punt drie seniorenteams en een jeugdelftal. Het eerste team behaalde in het seizoen 1980/81 de KNVB beker voor vrouwen en bereikte in 1991 de Hoofdklasse, toenmalig het hoogste niveau. Het verbleef hier een enkel seizoen in.

## Bekende (oud-)spelers
- Dick Advocaat
- Cees Tempelaar
- Sarina Wiegman

RVC Celeritas · RVV Semper Altius · HVV Te Werve · KRSV Vredenburch
Voormalig: Haaglandia · RSV Hoekpolder · RVC Rijswijk
ADO Den Haag · VV BMT · RVC Celeritas · SV Die Haghe · Duindorp SV · HSV DUNO · SV Erasmus · HSV Escamp · RKSV GDA · GSC ESDO · VV Haagse Hout · SV Houtwijk · HBS-Craeyenhout · VV HDV · HMSH · HPSV · Koninklijke HVV · VV KSD-Marine · HVV Laakkwartier · SV Loosduinen · SV Madestein · HVV ODB · PGS/VOGEL · Quick Steps · Hvv RAS · SC REMO · SCSV De Ster · HV & CV Quick · SVV Scheveningen · SVC '08 · VV SVH · TAC '90 · SSV Toofan · VCS · VUC · Wanica Star · SV Wateringse Veld Kranenburg · HVV Te Werve · VV WIK · SV Zuid West DH